# Eckhard Thiele
Eckhard Thiele (24. února 1944, Garlipp – 22. července 2018, Berlín) byl německý slavista, bohemista a překladatel. Vedl německojazyčnou edici české literatury Tschechische Bibliothek v nakladatelství Deutsche Verlags-Anstalt. Obdržel cenu za šíření dobrého jména Česka v zahraničí Gratias Agit (2005), překladatelskou cenu Premia Bohemica (2007) a cenu Magnesia Litera za přínos české literatuře (2008). Byl též vyznamenán německým Záslužným křížem za snahy o německo-české porozumění. Napsal mj. monografii o Karlu Čapkovi a zvláště jeho dílo do němčiny překládal. Byl autorem více než 100 překladů z ruštiny, polštiny, češtiny a slovenštiny.

## Život
Vyrůstal v Senftenbergu, místě s tradičním slovanským (lužickosrbským) osídlením. Ve třinácti letech onemocněl dětskou obrnou a od té doby byl trvale upoután na invalidní vozík. V letech 1957 až 1959 procházel rehabilitací v Janských Lázních v Československu (u občanů východního Německa to nebylo neobvyklé). Tam se naučil česky. V roce 1966 dokončil dálkové studium bohemistiky a rusistiky na Lipské univerzitě. Od té doby pracoval jako překladatel, editor a kritik na volné noze. V roce 1994 získal doktorát na Technické univerzitě v Berlíně díky dizertační práci „Literatura po Stalinově smrti. Srovnání sovětské literatury a literatury NDR“. Pak na Technické univerzitě v Berlíně, přesněji na jejím Institutu literárních studií, pracoval osm let jako výzkumný asistent. V té době se s Hansem Dieterem Zimmermannem (svým vedoucím doktorského studia) podílel na vydání 33 svazků Tschechische Bibliothek. Překlady byly doplňovány i odbornými studiemi a doslovy.